# Mimochroa hypoxantha
Mimochroa hypoxantha is een vlinder uit de familie van de spanners (Geometridae). De wetenschappelijke naam van de soort is voor het eerst geldig gepubliceerd in 1828 door Kollar.